# Chancela
A chancela consiste no lançamento de um selo de autenticidade, carimbo ou marca d'água especial, que confere o mais alto grau de validação ou oficialização, reconhecimento, segurança e personalização dos documentos e títulos, tornando-os válidos perante aos órgãos que os analisarão posteriormente. Referida palavra faz designação de um sinal que representa uma assinatura ou aprovação oficial ou um título conferido por uma repartição pública. É também sinônimo de: patrocínio, permissão, carimbo, selo, sinete, timbre, aprovação, aval.

## Chancelas e Legalização de Documentos Internacionais de Exportação
Alguns destinos possuem determinadas exigências documentais, as quais devem ser discutidas com o importador na fase negocial da operação. Dentre as principais exigências estão chancelas consulares, de câmaras de comércio e de embaixadas, e legalização de documentos no Ministério das Relações Exteriores, em consulados e embaixadas.

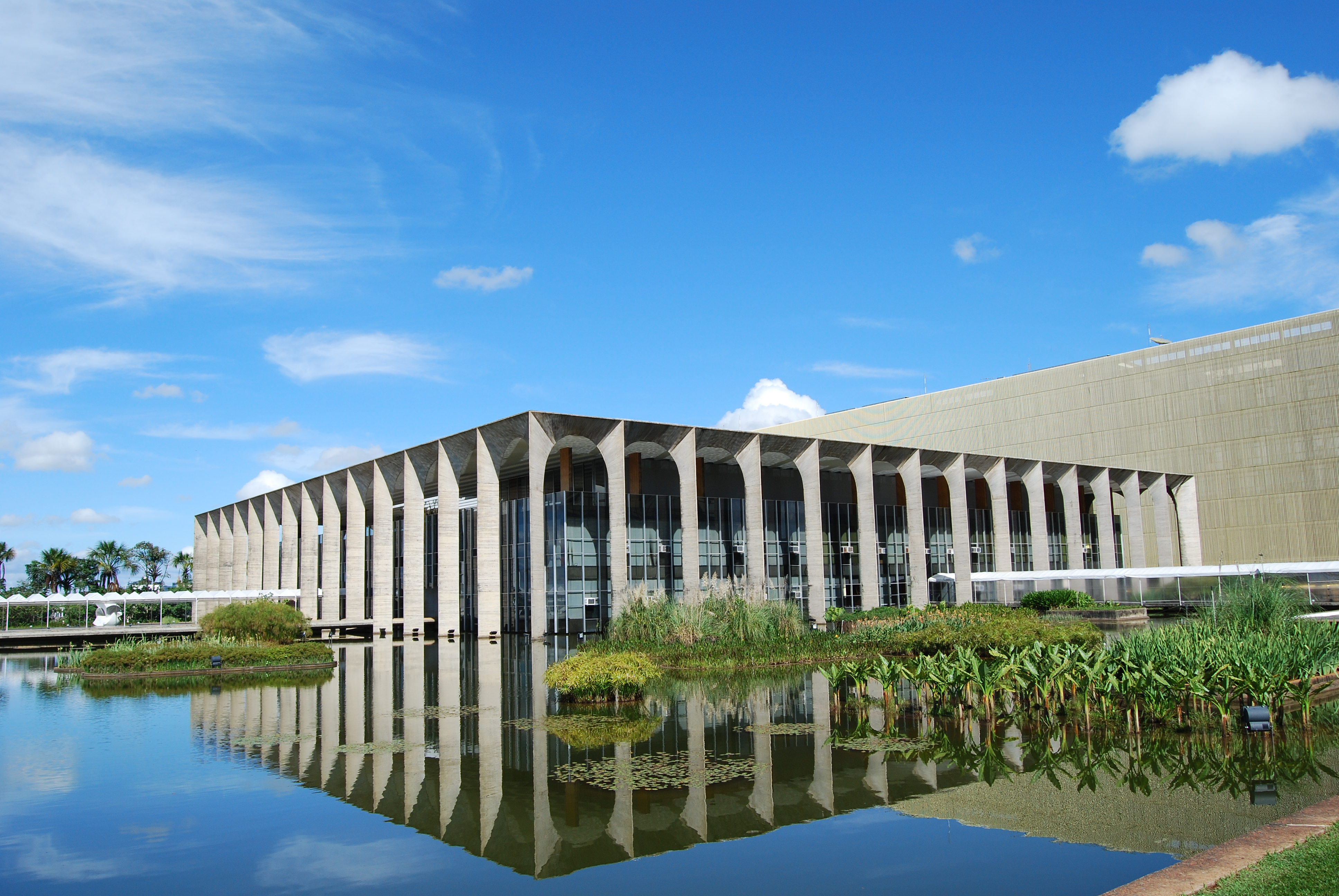
Ministério das Relações Exteriores em Brasília.

O serviço de chancela e legalização é passível de tarifas, geralmente expressas em dólares por folha a ser legalizada.
A chancela consiste no lançamento de um selo de autenticidade, carimbo ou marca d´água especial, que confere o mais alto grau de validação ou oficialização, segurança e personalização dos documentos, tornando-os válidos perante aos órgãos que os analisarão posteriormente, no contexto internacional.
A legalização de documentos, assim como a chancela, visa autenticar legalmente o documento, tornando-o apto a ser apreciado posteriormente por órgão competente. A Legalização consular é o reconhecimento por parte de um funcionário consular brasileiro no exterior, ou por um funcionário consular estrangeiro no Brasil, de assinatura em documentos no âmbito internacional. A Legalização feita no Ministério das Relações Exteriores, por sua vez, é o reconhecimento, pelo Ministério das Relações Exteriores, de assinatura em documento emitido no Brasil.
Os países árabes, por exemplo, costumam exigir que documentos de embarque sejam chancelados pela Câmara de Comércio Árabe Brasileira; o Egito, além da chancela da Câmara Árabe, exige que os documentos sejam enviados à Embaixada da República Árabe do Egito para a devida legalização, em especial do certificado de origem e da commercial invoice.
Convém que o analista conheça cada destino e suas necessidades quanto a chancelas e legalização de documentos. Via de regra, não é necessária chancela ou legalização para exportações oriundas no Brasil, com as devidas exceções.